# Banca Akros
Banca Akros è una banca di investimento italiana fondata nel 1997, appartenente al gruppo  Banco BPM e operante nei settori degli investimenti azionari e obbligazionari per investitori istituzionali, aziende e privati in Italia.
Standard & Poors' ha assegnato alla banca il rating A- long term.

## Storia
Akros Finanziaria viene fondata da Gianmario Roveraro, suo primo amministratore delegato, e controlla all'epoca Akros Attimo, Akros Mercantile, Akros SIM e Akros SGR.
Banca Akros nasce nel 1997, dalla trasformazione di Akros Attimo Sim (la quale aveva precedentemente incorporato Akros Sim) in azienda di credito. Akros Attimo era specializzata nell'operatività con controparti bancarie, societarie e istituzionali. Per far fronte alle richieste di gestione di patrimoni privati, Banca Akros allarga il suo campo d'azione, istituendo una divisione di Private Banking.
Nel 1998 entra a far parte del Gruppo Banca Popolare di Milano, con due presupposti: la distinzione di competenze e la complementarità di Banca Akros rispetto alla più importante Banca Popolare di Milano. Quest'ultima nel 2017 si fonde con il Banco Popolare dando vita al Banco BPM.

## Società e gruppi controllati o partecipati
Negli Stati Uniti opera tramite ESN North America di cui possiede il 39% circa del capitale,  con sede a New York. Ciò consente tra l'altro l'operatività su NASDAQ e NYSE (New York Stock Exchange).
Group S.r.l. è la società, posseduta al 14% da Banca Akros, che svolge attività di studio dei mercati e di prestazione di servizi ai soci (sette primari Gruppi bancari italiani), in vista della partecipazione di questi ultimi a finanziamenti ad imprese e/o al collocamento di strumenti finanziari (azioni e obbligazioni) al pubblico. L'insieme dei soci di Group si avvale di una rete distributiva di oltre 7.000 sportelli bancari.